# Mercedes-Benz F400
La Mercedes-Benz F400 Carving est un roadster concept car prototype du constructeur allemand Mercedes-Benz exposée au Tokyo Motor Show de 2001.

## Historique
Ce prototype expérimente un nouveau type de suspensions actives à géométrie variable piloté par ordinateur qui fait varier l'inclinaison des roues jusqu'à 20 degrés dans les virages, de façon à améliorer d'environ 30 % la tenue de route du véhicule.

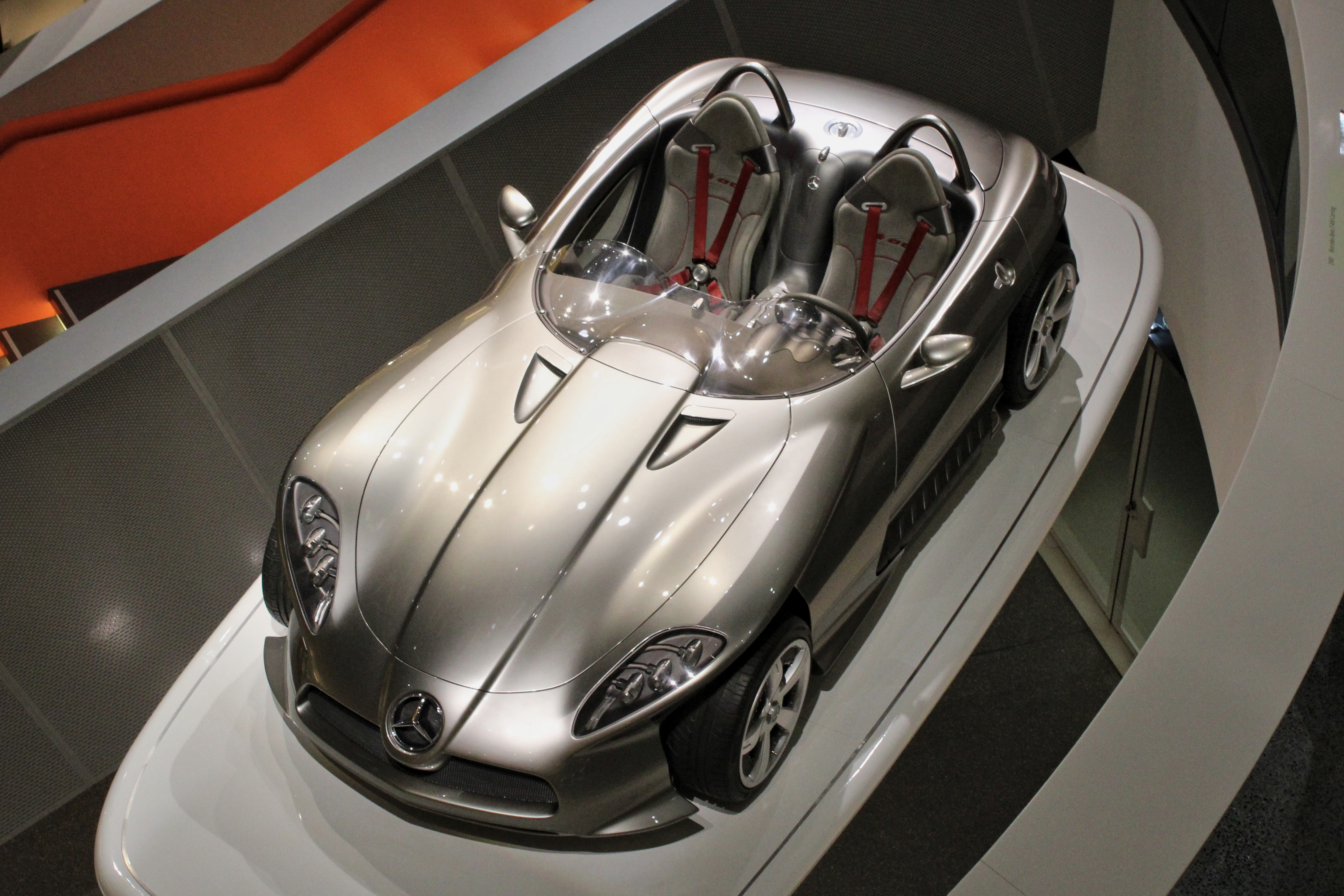
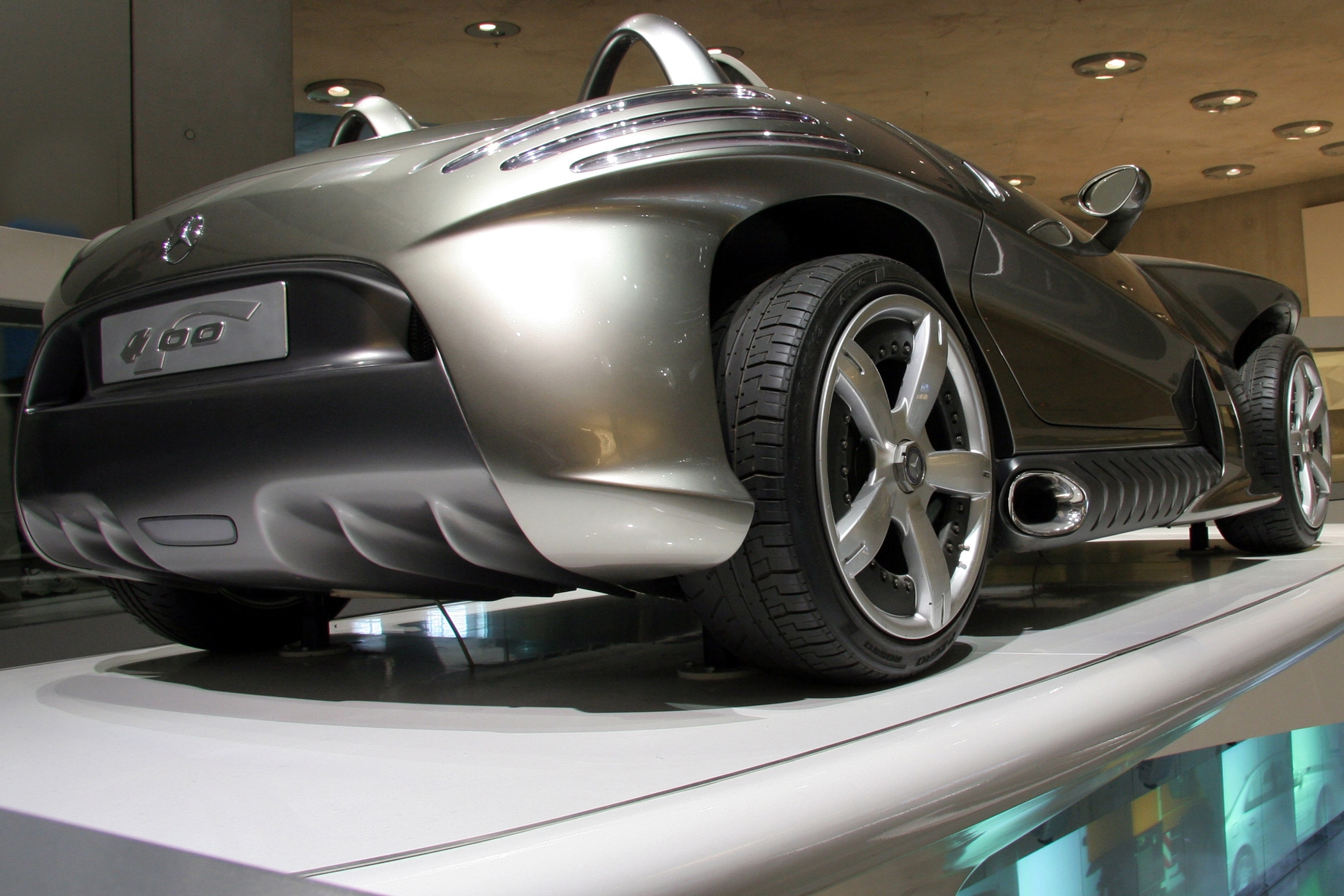